# دودو (لاعب كرة قدم مواليد 2002)
إدواردو كيمبف شواد (28 سبتمبر 2002 في البرازيل - ) هو لاعب كرة قدم برازيلي يلعب كظهير أيسر لعب سابقاً في نادي اتحاد كلباء الإماراتي.

## روابط خارجية
دودو (لاعب كرة قدم مواليد 2002) على موقع قاعدة بيانات كرة القدم.إي يو (الإنجليزية)